# Martin-Guillaume Biennais
Pour les articles homonymes, voir Biennais.

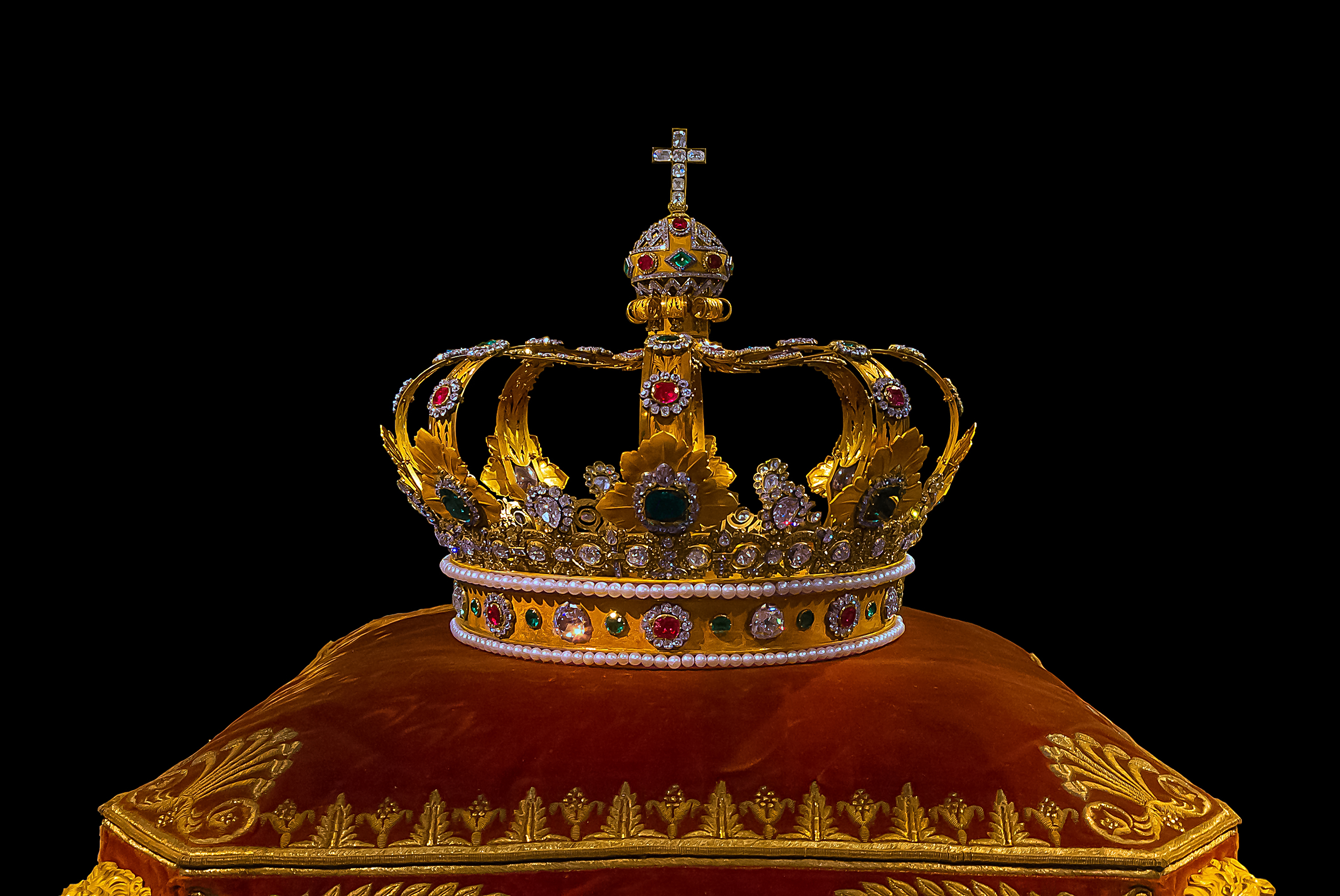
Couronne du roi de Bavière, par Nitot, Leblond et Biennais.

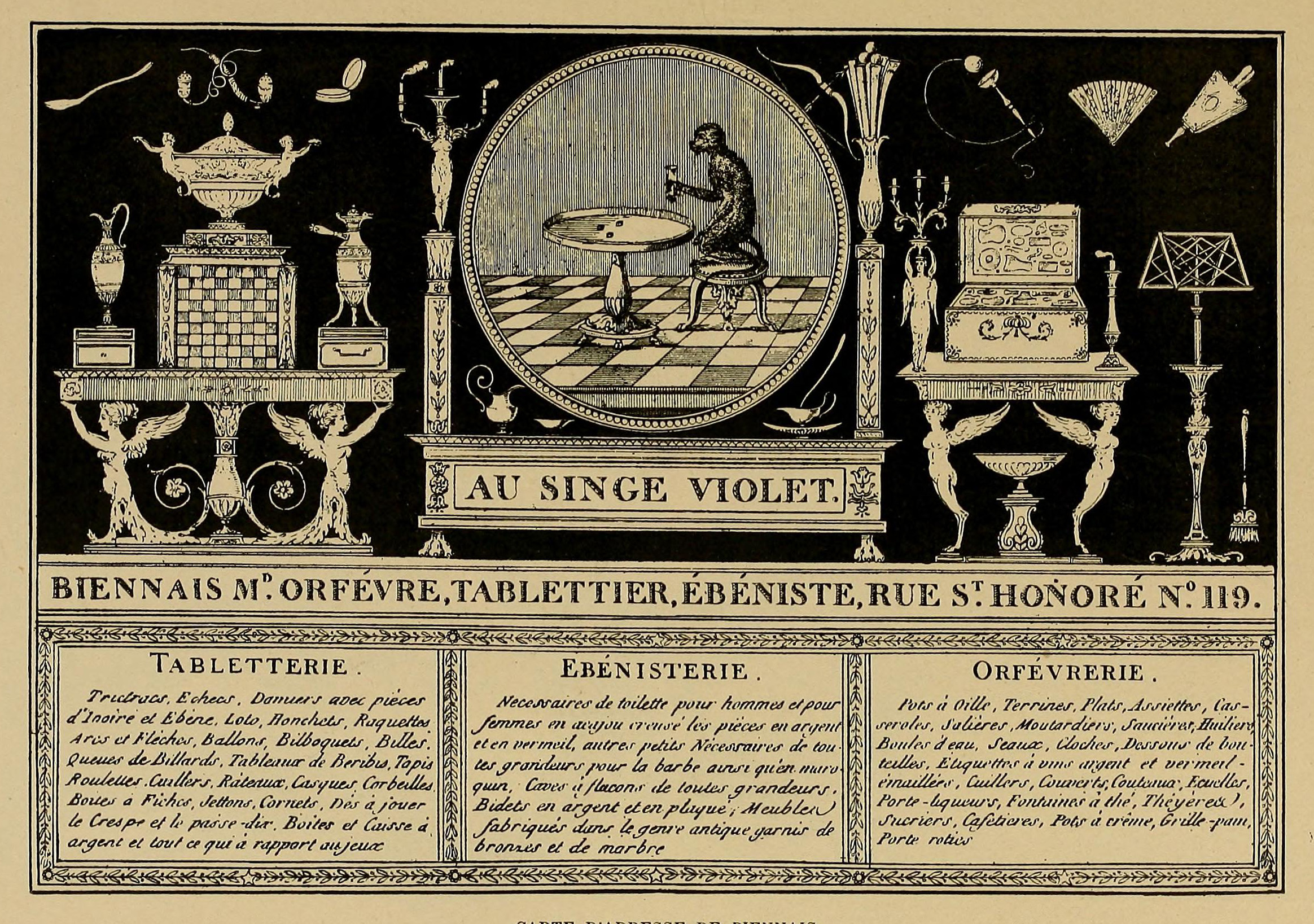
Carte de la maison Au singe Violet, de Biennais.

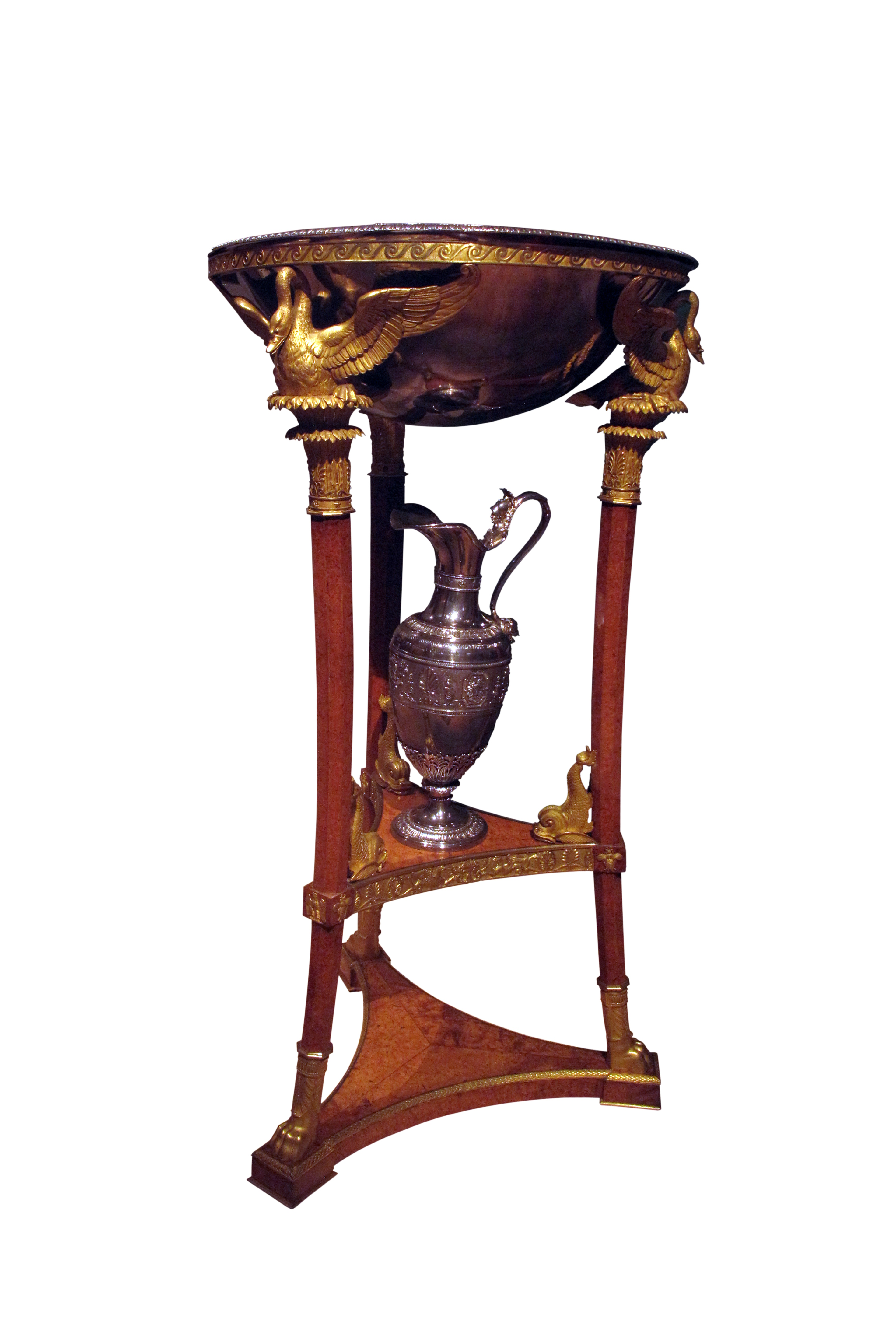
Athénienne du Musée du Louvre.

Martin-Guillaume Biennais, né le 29 avril 1764 à La Cochère et mort le 27 avril 1843 à Paris, est un orfèvre français.

## Biographie
Reçu maître tabletier à Paris en 1788, il s'installe rue Saint-Honoré, à l'enseigne du Singe violet (voir la carte commerciale ci-contre), où il fera toute sa carrière, bénéficiant de la proximité du Palais des Tuileries pour ses commandes. Il étend ses activités à l'ébénisterie, puis sous le Consulat, à l'orfèvrerie.
Concurrent direct de Jean-Baptiste Claude Odiot, le créateur de l'épée consulaire de Bonaparte et qui tient boutique rue Saint-Honoré presque en face, Biennais devient l'orfèvre attitré de Napoléon Bonaparte. Il obtient dès 1802 l'exclusivité des fournitures pour la table de l'Empereur, et se retire des affaires en 1821.
Après vingt ans d'activité, en 1808, il est l'une des 550 personnes les plus imposées de Paris.
Il est inhumé au cimetière du Père-Lachaise (57e division).
Sa veuve, Marie-Anne Gaudin, a acheté en 1843 une propriété à Yerres, où elle a installé une partie de mobilier créé à son propre usage par son mari. Par la suite, cette maison est devenue, avec ses meubles, la propriété de la famille Caillebotte, dont le peintre Gustave Caillebotte. Elle a été transformée en musée par la municipalité, mais sans ses meubles, au XXe siècle. La chance a voulu que l'entier mobilier conçu par Biennais pour sa chambre soit retrouvé lors de la vente de la collection Balkany chez Sotheby's le 20 septembre 2016,,, et préempté pour le musée Caillebotte.

## Distinctions
- Chevalier de la Légion d'honneur (15 mai 1831)

## Quelques œuvres
- Nécessaire de voyage de Napoléon Ier puis du tsar Alexandre Ier, 1807, acajou, cristal, ébène, ivoire, maroquin, nacre et vermeil, Musée du Louvre[12].
- Service à thé de Napoléon Ier et de Marie-Louise, 1810, argent doré, cristal, vermeil, Musée du Louvre[13].
- Nécessaire de toilette ovale, entre 1809 et 1819, ébène, argent, nacre, or, ivoire, cristal, vermeil, acier, musée du Louvre[14].
- Athénienne de Napoléon Ier, entre 1800 et 1804, if, bronze et argent doré, Musée du Louvre[15],[16].
- Psyché portative, château de Fontainebleau[17].
- Psyché portative, musée du château de la Malmaison[18].
- Serre-papiers aux armes de l'impératrice, musée du château de la Malmaison[19].
- Table de toilette, ronce d'if, ébène et bronze doré, Musée du Louvre, acquisition 2016[20],[21].
- Couronne aux camées, dite de Charlemagne, 1804, vermeil (?), camées et intailles, velours et galon brodé, Musée du Louvre[22].
- Table de lit au chiffre de Joséphine, musée du château de la Malmaison.
- Nécessaire de la reine Hortense, musée du château de la Malmaison[23].
- Épée d'Austerlitz de l'empereur Napoléon Ier, entre 1801 et 1804, Musée de l’Armée[24]